# 羅耀輝
羅耀輝（Andy Lo，1974年—），香港電影導演、編劇。

## 經歷
羅耀輝畢業於加拿大喬治布朗學院，主修酒店管理。1997年報讀香港電影編劇家協會舉辦的編劇訓練班後入行，開始參與編劇工作，首部作品為《玻璃樽》，曾憑與阮世生、方晴合作的《神經俠侶》《我要成名》兩度獲得香港電影金像獎最佳編劇提名，《神經俠侶》更獲得第11屆香港電影金紫荊獎最佳編劇。2013年，在電影《重口味》中首度擔任導演。2016年，首次執導電影長片《幸運是我》，獲2017年巴塞隆拿亞洲電影節最佳導演獎。

## 作品

### 參與編劇
- 1999年：《玻璃樽》
- 2000年：《鬼同你玩》《行規》《中華賭俠》《流氓師表》
- 2002年：《致命性騷擾》《我老婆唔夠秤》
- 2003年：《咒樂園》
- 2004年：《大佬愛美麗》《絕世好賓》《小白龍情海翻波》
- 2005年：《神經俠侶》《精武家庭》
- 2006年：《我要成名》
- 2007年：《午夜照相館》《危險人物》
- 2009年：《矮仔多情》
- 2010年：《財神到》
- 2012年：《我老婆唔夠秤II：我老公唔生性》
- 2013年：《重口味》《在一起》
- 2014年：《求愛假期》
- 2015年：《巴黎假期》
- 2016年：《幸運是我》
- 2017年：《俠盜聯盟》
- 2024年：《望月》
- 2025年：《祥賭必贏》

### 執導電影
- 2013年：《重口味》之《有殺有賠》單元
- 2016年：《幸運是我》
- 2024年：《望月》
- 2025年：《祥賭必贏》
- 待上映：《雞蛋仔》

### 執導網絡劇
- 2022年：《#她和她的戀愛小動作》

### 監製電影
- 2022年：《猛鬼3寶》

### 監製電視劇
- 2022年：《IT狗》
- 製作中：《IT狗2.0》

## 外部連結
- 羅耀輝在互联网电影资料库（IMDb）上的資料（英文）（英文）
- 羅耀輝在香港影庫上的簡介
- 羅耀輝在豆瓣上的资料（简体中文）